# اسپیلانتول
اسپیلانتول (به انگلیسی: Spilanthol) یک ترکیب شیمیایی با شناسه پاب‌کم ۵۳۵۳۰۰۱ است.